# Jailson Severiano Alves
Jailson Severiano Alves, kurz Jailson, (* 11. Oktober 1984 in Duque de Caxias) ist ein österreichisch-brasilianischer Fußballspieler auf der Position eines Stürmers.

## Karriere
Jailson begann seine aktive Karriere als Fußballspieler in seiner Heimat Brasilien, wo er bis 2003 beim unterklassigen Águas de Lindoia Esporte Clube zum Einsatz kam. Danach folgte ein Wechsel nach Paraguay zu River Plate Asunción, in die dritte paraguayische Spielklasse. Beim Verein aus Asunción, der Hauptstadt Paraguays, stand er ein Jahr im Kader, bevor er zum Club Sol de América wechselte, der in der Folgesaison die Meisterschaft der Segunda División de Paraguay gewann und in die Primera División de Paraguay aufstieg. Zuvor wechselte Jailson im Jahre 2005 zum CA 3 de Febrero, der ebenfalls erst im Jahre 2004 in die höchste paraguayische Fußballliga aufgestiegen war.
Nach nur einem halben Jahr wechselte Jailson erneut den Verein und unterschrieb beim CD Irapuato, einem Klub aus der zweithöchsten mexikanischen Spielklasse, der Liga de Ascenso. Dort kam er in der Apertura, welche in Mexiko im Winter gespielt wird, zum Einsatz und transferierte noch vor der Clausura im Sommer zurück nach Paraguay. Ab Sommer 2006 kam er für den Club Fernando de la Mora abermals in der zweiten Spielklasse zum Einsatz. Nach der Torneo Clausura 2006, was in Paraguay zu dieser Zeit, ähnlich wie in Mexiko, der Wintersaison entsprach, beschloss er nach Österreich zu wechseln.
Dort unterschrieb Ende Jänner bzw. Anfang Februar 2007 einen Vertrag beim SC-ESV Parndorf 1919, der zum damaligen Zeitpunkt noch in der zweitklassigen österreichischen Ersten Liga vertreten war. Sein Vereinsdebüt gab Jailson am 16. März 2007 bei der 0:1-Auswärtsniederlage gegen den TSV Hartberg, als er die gesamte Spieldauer auf dem Platz stand und in der 54. Spielminute von Schiedsrichter Manfred Krassnitzer wegen Foulspiels mit der Gelben Karte verwarnt wurde. Im Laufe der Saison 2006/07 kam er noch zu weiteren fünf Einsätzen, wobei er in einer Partie eine Torvorlage gab.
In der Saison 2007/08 war Jailson mich acht erzielten Toren aus 22 absolvierten Spielen in der mannschaftsinternen Torschützenliste hinter Mensur Kurtisi (9 Treffer) auf dem zweiten Rang. Innerhalb der Liga schaffte er es nicht einmal unter die Top 10 der besten Torschützen in dieser Saison. Am Ende der Spielzeit stieg er mit der Mannschaft mit 37 errungenen Punkten aus 33 Meisterschaftspartien auf dem vorletzten Platz rangierend aus der zweiten Klasse in die drittklassige Regionalliga Ost ab.
Die Saison 2008/09 verlief für Jailson sowie seinen Sturm-Partner Michael Pittnauer nahezu ausgezeichnet. Bei 27 Ligaspielen kam der Brasilianer auf 14 Treffer und war so in der teaminternen Schützenliste vor Pittnauer mit elf Toren auf dem ersten Platz. In der ligainternen Liste belegte er zusammen mit Klaus Strobl vom SV Stegersbach den sechsten Tabellenrang. Im ÖFB-Cup 2008/09 besiegte er zusammen mit seinen Teamkollegen die Mannschaft des FC Wacker Innsbruck und sicherte sich so das Weiterkommen in die zweite Runde des Bewerbes. Dort schied man nach über 120 Minuten Spieldauer mit 4:5 aus dem Elfmeterschießen gegen den SC Magna Wiener Neustadt aus.
Eine ähnliche Situation ergab sich zu Beginn des ÖFB-Cups 2009/10, als das Team gegen den Bundesligisten SK Rapid Wien nach 30 absolvieren Spielminuten bereits mit 0:2 zurücklag, den Rückstand innerhalb weniger Minuten aufholte und noch vor der Halbzeitpause den Ausgleich erzielte. Am Ende unterlag man den zwei Ligen höher spielenden Verein denkbar knapp durch ein Tor von Christopher Drazan in der 120. Minute. In der Saison 2009/10 kam der Brasilianer in 29 Meisterschaftsspielen 19 Mal zum Torerfolg und spielte zum Abschluss der Saison in zwei Relegationspartien gegen den WAC/St. Andrä, der schließlich nach einem Gesamtscore von 2:4 aus Hin- und Rückspiel den Aufstieg in die zweithöchste Spielklasse Österreichs antrat. Mit seinen 19 Treffern krönte sich Jailson vor Thomas Zemann (18 Tore) und Sertan Günes (17 Tore) zum Torschützenkönig der drittklassigen Regionalliga Ost. 2013 wechselte er zu SC Austria Lustenau.
Zur Saison 2017/18 wechselte er zum siebtklassigen 1. SC Sollenau.

## Erfolge
- 1 × Torschützenkönig der Regionalliga Ost: 2009/10
- 1 × Meister der Regionalliga Ost: 2012/13